# Avenue Maréchal-Randon
L'avenue Maréchal-Randon est une voie publique de la commune française de Grenoble. 
Située dans le quartier de l'Île-Verte dont elle est une des principales artères et orientée selon un axe nord-est - sud-ouest, cette grande avenue, bordée par une ligne de tramway, traverse la place Docteur Girard, celle-ci étant approximativement située au milieu de son parcours.

## Situation et accès

### Situation
Selon les références toponymiques fournies par le site géoportail de l'Institut géographique national, l'avenue Maréchal-Randon commence au pont de l'Île-Verte et se termine au niveau de son numéro 59, Place de Lavalette, à l'angle du musée  de Grenoble. Elle est une des voies les plus importantes au niveau de ce quartier et de la partie est de la ville (avec le boulevard Maréchal-Leclerc ) car elle relie Grenoble au secteur des hôpitaux, situé sur le territoire de la commune voisine de La Tronche et correspondant en 2023 au site Nord du CHUGA

### Accès
Cette voie qui est d'ailleurs entièrement parcourue par cette ligne de tramway est essentiellement desservie par les lignes B et D du réseau de tramway de l'agglomération grenobloise avec trois stations : 
- La Tronche Hôpital, située en son début au niveau du pont sur l'Isère,
- Île Verte, située au milieu de son parcours au niveau de la place Docteur Girard
- Notre-Dame Musée, située à la fin de son parcours au niveau de la place de Lavalette et de la rue Frédéric Taulier.

## Origine du nom
Cette avenue porte ce nom en hommage au maréchal Jacques Louis Randon (1795 - 1871) né à Grenoble, élève du lycée de Grenoble, maréchal de France, et gouverneur de l'Algérie de 1851 à 1858.

## Historique

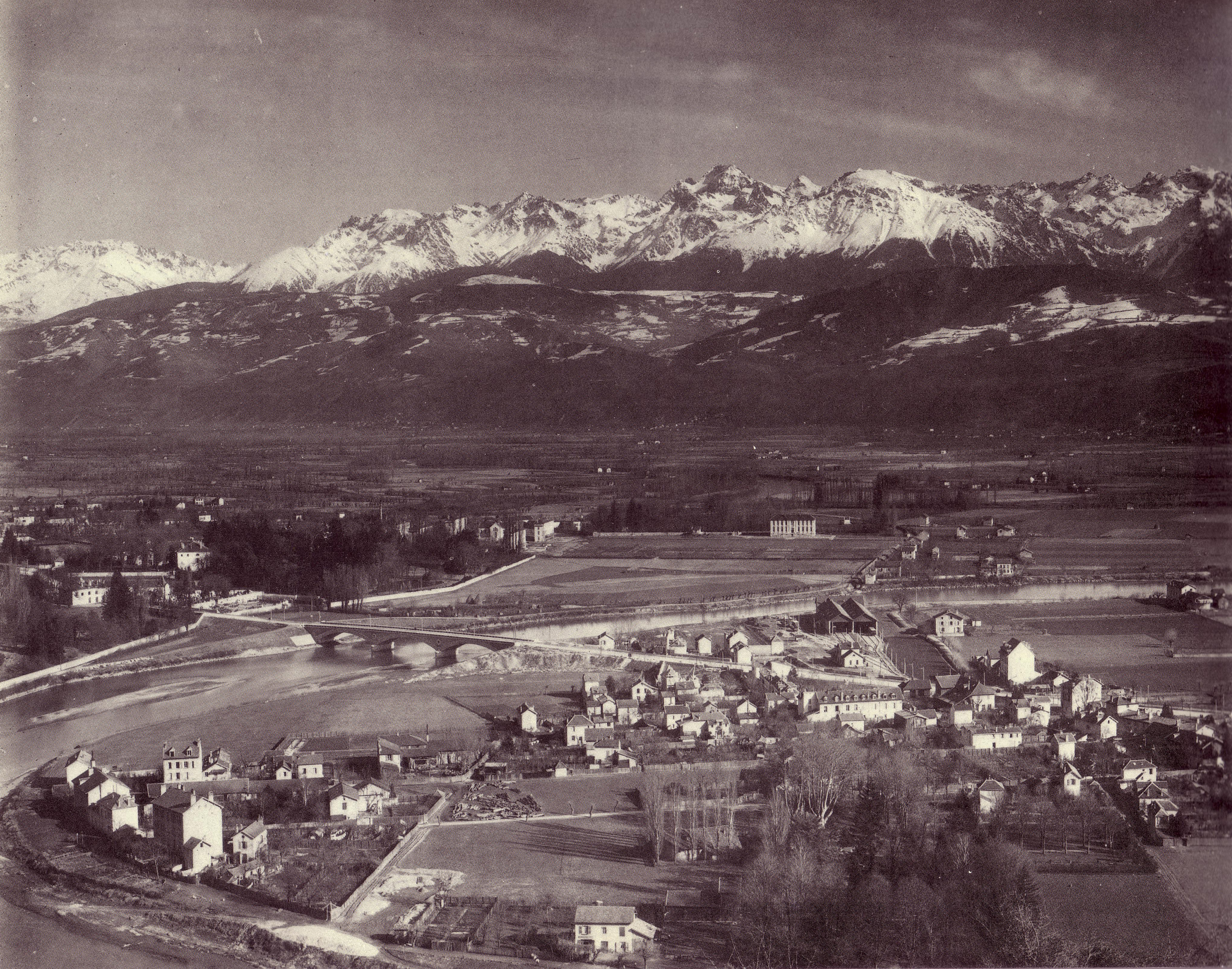
Le pont de l'Île-Verte et l'avenue Maréchal-Randon en 1900 (Le massif de Belledonne en arrière plan)

Faisant suite au percement de la Porte de la Saulaie dans les remparts de Grenoble et historiquement dénommés fortifications Haxo en 1888, le conseil municipal nomme en 1891 une nouvelle voirie, ouverte à cette occasion, en direction du quartier de l'Île-Verte. Il s'agit d'un ensemble deux voies constitué de l'avenue Maréchal-Randon et de la rue Président Carnot.
En 1891, l'avenue était terminée de la place Notre-Dame jusqu'au rond point de l'Île-Verte, future place Docteur-Girard (nommé ainsi en 1941). En 1893 l'avenue Maréchal-Randon atteignit l'Isère ce qui permit de lancer la construction du pont des Hôpitaux, ouvert à la circulation en 1899. L'avenue devenue une portion de la route nationale 90 (reliant Grenoble au col du Petit-Saint-Bernard par Albertville, est un axe majeur incontournable pour se rendre en direction de la vallée du Grésivaudan.

## Bâtiments remarquables et lieux de mémoire

### Ancienne caserne Bizanet
Suite de la rafle du Vel d'Hiv à Paris, le 26 août 1942, une vague d'arrestations massives est organisée par la police française en Isère. Des autocars sont placés dans nombreux secteurs de la ville pour rafler des femmes, des hommes et des enfants juifs qui sont conduits à la caserne Bizanet, au n° 51 de l'avenue Maréchal-Randon. Après vérification, certains seront libérés, mais une cinquantaine de personnes sont transférés au camp de Vénissieux puis à Drancy, en région parisienne, avant leur déportation à Auschwitz en Pologne, où l'immense majorité sera exterminée.

### Musée de Grenoble

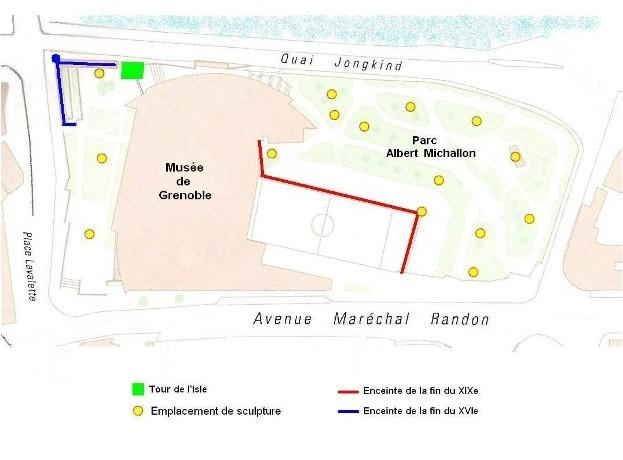
Plan du musée de Grenoble du parc Albert Michallon

Le musée de Peinture et de Sculpture de Grenoble est un musée d'art national dont une des façades est situé sur l'avenue Maréchal-Randon. L'entrée du parking Notre-Dame Musée situé sous celui-ci est d'ailleurs située au niveau du n°48 de l'avenue.

### Les parcs Albert Michallon et de l'Île-Verte
Positionnés dans un ancien lit de l'Isère et sur l'emplacement d'anciennes fortification, les parcs Albert-Michallon et de l'Île-Verte sont respectivement à l'ouest et à l'est de l'avenue, les parcs Albert Michallon et de l'Île-Verte et sont les deux principaux parcs publics du quartier de l'Île Verte. Ils présentent de nombreux aménagements ludiques et sportifs.
Le Parc Albert-Michallon est un parc de sculptures qui héberge depuis 1988 une quinzaine de sculptures monumentales datant du XXe siècle et signés par de nombreux artistes français et étrangers.

### Église Saint-Luc de Grenoble
Bien que positionnée administrativement sur la place du Docteur Girard, cette église d'architecture contemporaine est visible de l'avenue qui se positionne de part et d'autre de cette place. Elle est d'ailleurs parfaitement visible depuis l'arrêt de tramway Île Verte.